# Poison (Swizz Beatz)
Poison è il secondo album del produttore hip hop statunitense Swizz Beatz, pubblicato nel 2018 dalla Epic Records. Partecipano all'album, tra gli altri, Nas, Kendrick Lamar, Jadakiss, Styles P e Lil Wayne.

## Tracce
1. Poison Intro (featuring Áine Zion) – 1:43
2. Pistol on My Side (P.O.M.S.) (featuring Lil Wayne) – 2:35
3. Come Again (featuring Giggs) – 2:59
4. Something Dirty/Pic Got Us (featuring Kendrick Lamar, Jadakiss & Styles P) – 2:46
5. Preach (featuring Jim Jones) – 2:18
6. Echo (featuring Nas) – 5:05
7. Cold Blooded (featuring Pusha T) – 3:47
8. 25 Soldiers (featuring Young Thug) – 4:47
9. Stunt (featuring 2 Chainz) – 2:59
10. SwizzMontana (with French Montana) – 3:58

## Classifiche
| Classifica (2018)         | Posizione massima |
| ------------------------- | ----------------- |
| Stati Uniti               | 72                |
| US Top R&B/Hip-Hop Albums | 39                |